# دردار ذهبي
دردار ذهبي (الاسم العلمي: Ulmus aurea) هو نوع نباتي يتبع جنس الدردار من فصيلة الدردارية.